# Шістнадцята поправка до Конституції США

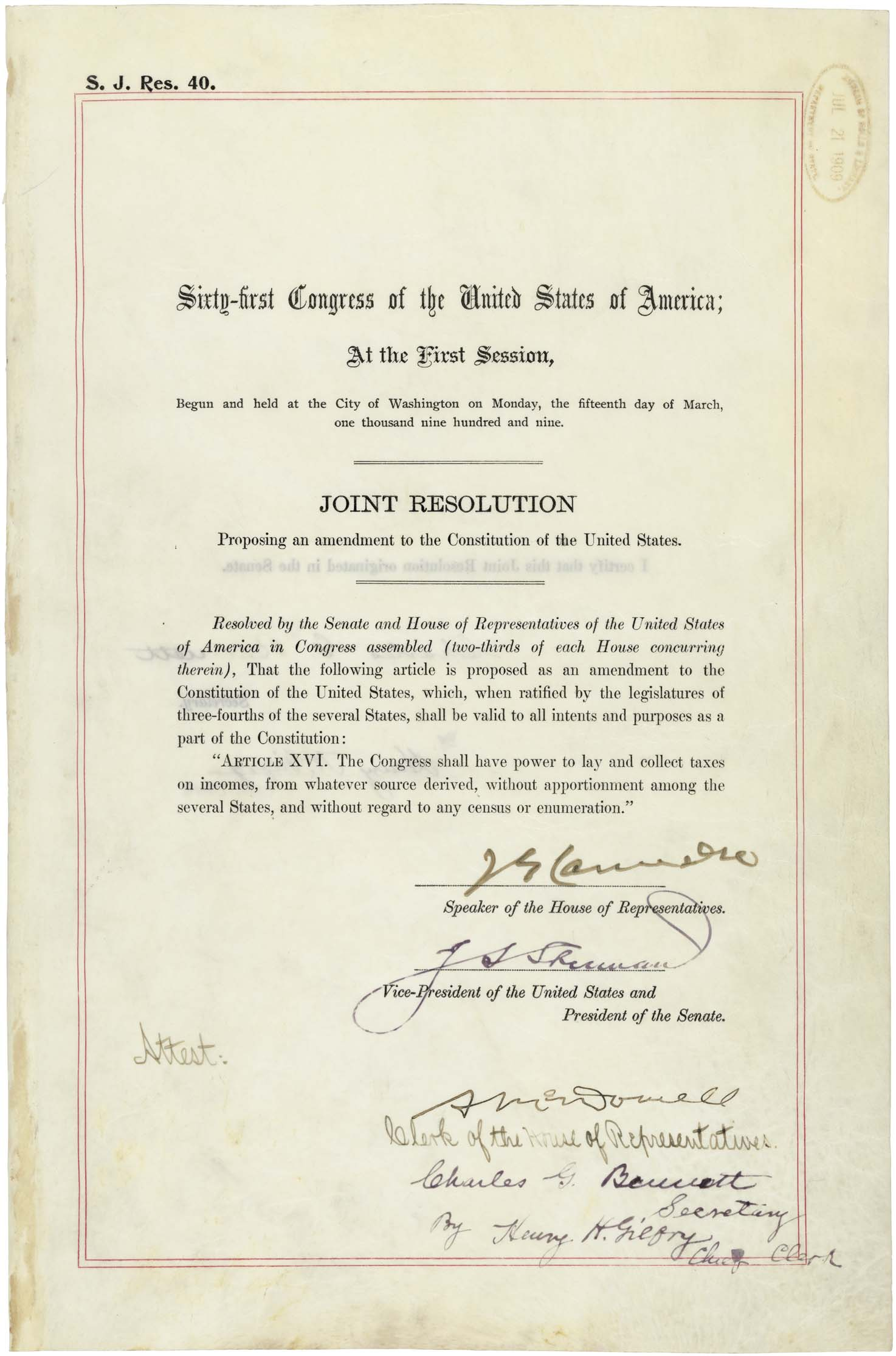
Шістнадцята поправка до Конституції США

Шістнадцята поправка до Конституції США (англ. Sixteenth Amendment to the United States Constitution) набула чинності 3 лютого 1913 року. Вона встановлює фінансовий податок на прибуток.

## Текст поправки
| Конгрес має право накладати і стягувати податки з прибутків з будь-якого джерела, не розкладаючи їх між окремими штатами і незалежно від перепису чи підрахунку їх людності. Оригінальний текст (англ.) The Congress shall have power to lay and collect taxes on incomes, from whatever source derived, without apportionment among the several States, and without regard to any census or enumeration. |

## Ратифікація
На відміну від Білля про права, шістнадцята поправка була ратифікована кожним із штатів США окремо. 
1. Алабама — 10 серпня 1909
2. Кентуккі — 8 лютого 1910
3. Південна Кароліна — 19 лютого 1910
4. Іллінойс — 1 березня 1910
5. Міссісіпі — 7 березня 1910
6. Оклахома — 10 березня 1910
7. Меріленд — 8 квітня 1910
8. Джорджія — 3 серпня 1910
9. Техас — 16 серпня 1910
10. Огайо — 19 січня 1911
11. Айдахо — 20 січня 1911
12. Орегон — 23 січня 1911
13. Вашингтон — 26 січня 1911
14. Монтана — 27 січня 1911
15. Індіана — 30 січня 1911
16. Каліфорнія — 31 січня 1911
17. Невада — 31 січня 1911
18. Південна Дакота — 1 лютого 1911
19. Небраска — 9 лютого 1911
20. Північна Кароліна — 11 лютого 1911
21. Колорадо — 15 лютого 1911
22. Північна Дакота — 17 лютого 1911
23. Мічиган — 23 лютого 1911
24. Айова — 24 лютого 1911
25. Канзас — 2 березня 1911
26. Міссурі — 16 березня 1911
27. Мен — 31 березня 1911
28. Теннесі — 7 квітня 1911
29. Арканзас — 22 квітня 1911 — після попереднього відхилення
30. Вісконсин — 16 травня 1911
31. Нью-Йорк — 12 липня 1911
32. Аризона — 3 квітня 1912
33. Міннесота — 11 червня 1912
34. Луїзіана — 28 червня 1912
35. Західна Вірджинія — 31 січня 1913
36. Делавер — 3 лютого 1913